# کاتسونوری اوابیسو
کاتسونوری اوابیسو (ژاپنی: 上夷 克典؛ زادهٔ ۵ آوریل ۱۹۹۶) یک بازیکن فوتبال اهل ژاپن است.
از باشگاه‌هایی که در آن بازی کرده‌است می‌توان به باشگاه فوتبال کیوتو سانگا و باشگاه فوتبال اوئیتا ترینیتا اشاره کرد.